# John Malcolm Patterson

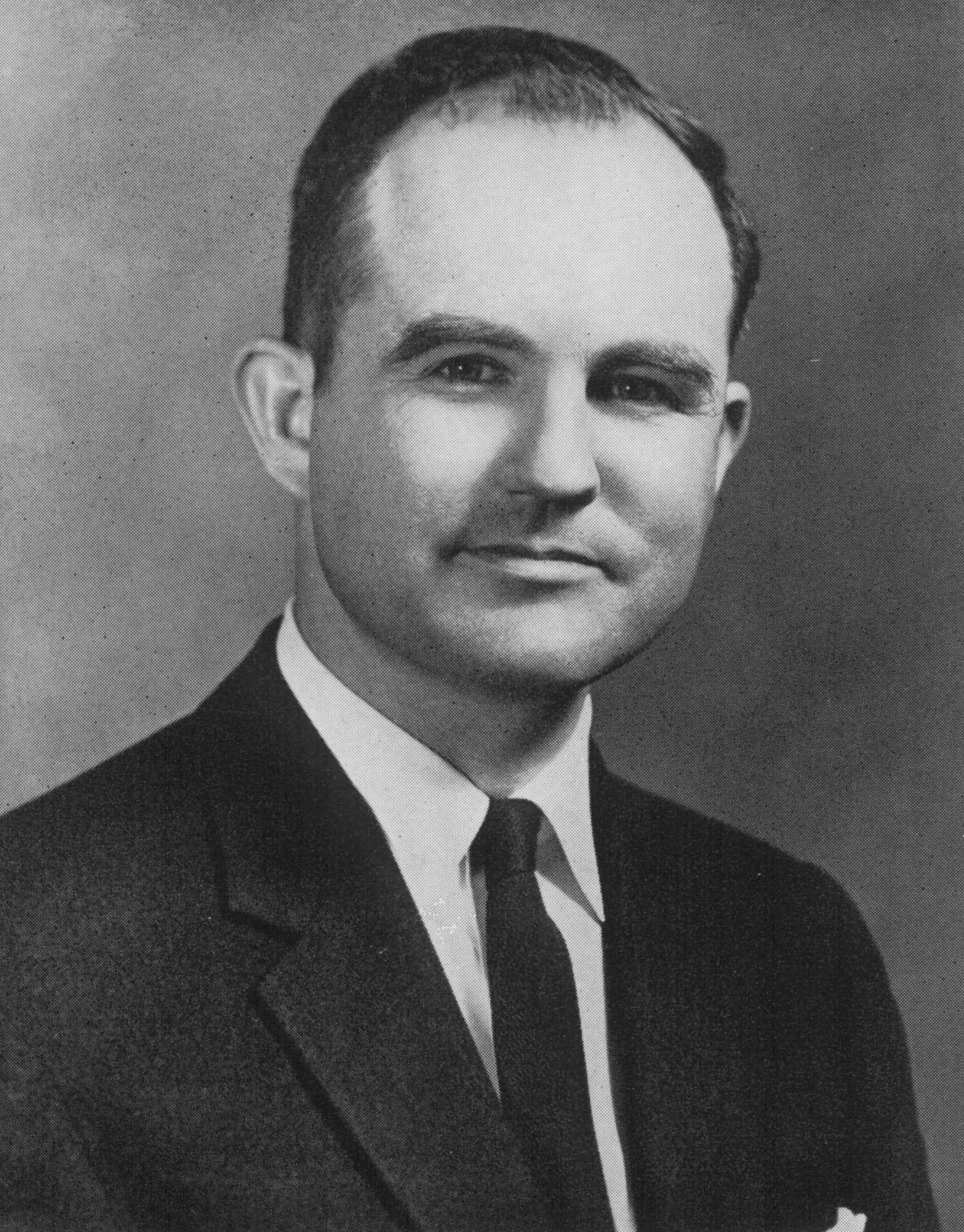
John Malcolm Patterson

John Malcolm Patterson (* 27. September 1921 in Goldville, Randolph County, Alabama; † 4. Juni 2021 ebenda) war ein US-amerikanischer Politiker der Demokratischen Partei. Er war von 1959 bis 1963 Gouverneur des Bundesstaates Alabama.

## Frühe Jahre und politischer Aufstieg
Nachdem er 1939 an der Central High School in Phenix City graduiert hatte, trat er in die US Army ein. Während des Zweiten Weltkrieges nahm Patterson an sieben Feldzügen in Nordafrika, Sizilien, Italien, Südfrankreich und Deutschland teil. Er wurde kurz vor seiner Entlassung zum Major befördert, ging dann an die University of Alabama und erhielt dort 1949 sein Law Degree. Er war während des Koreakriegs reaktiviert worden, kehrte dann nach Kriegsende 1953 nach Phenix City zurück, wo er in die Anwaltspraxis seines Vaters Albert Patterson einstieg. 

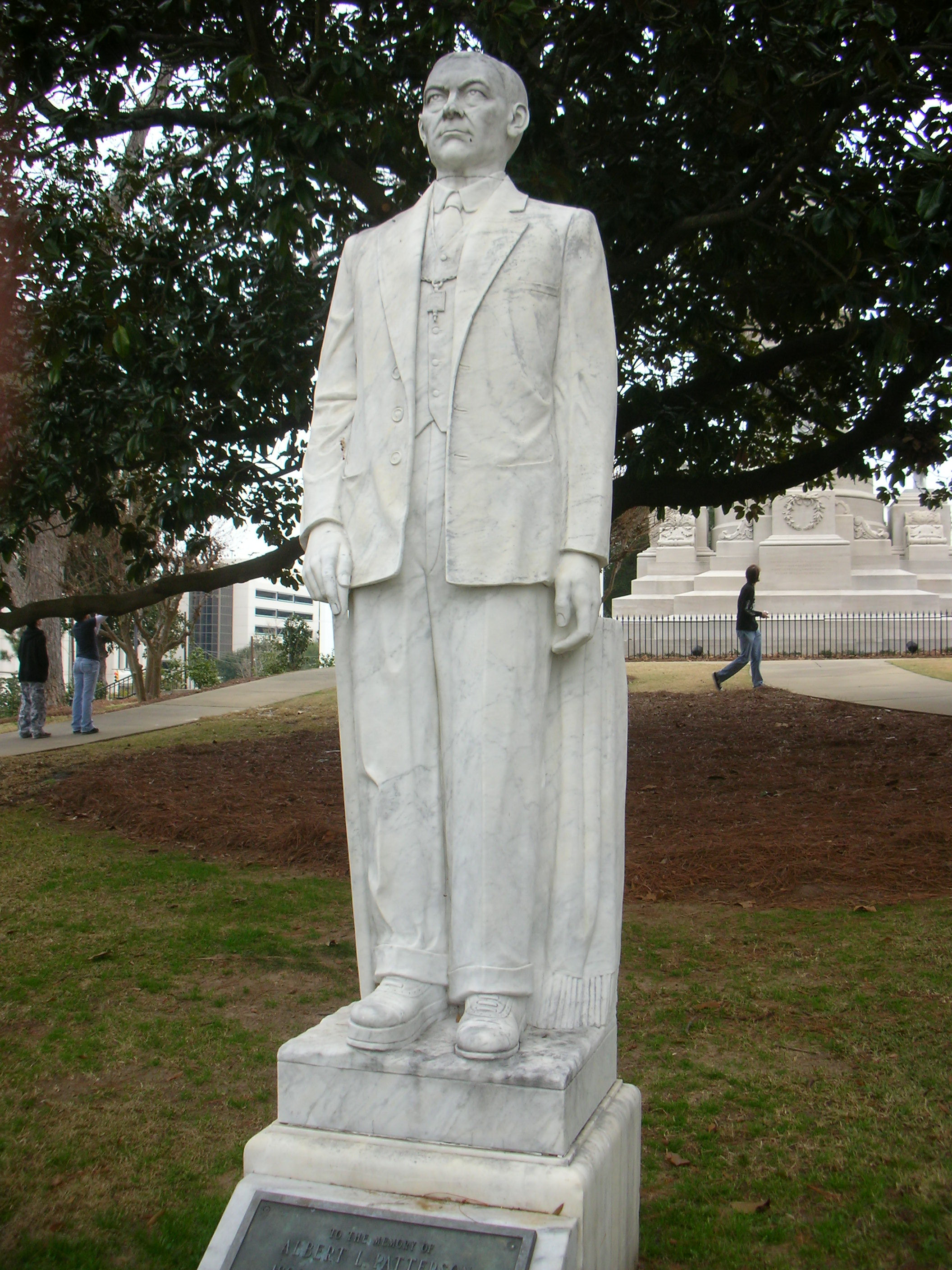
Denkmal für Albert Patterson am Alabama State Capitol

Mit einem Gelöbnis, mit Kriminalität in Phenix City – die Stadt war insbesondere für ihr illegales Glücksspiel berüchtigt – aufzuräumen, gewann Albert Patterson die demokratische Nominierung für das Amt des Attorney General. Bevor er jedoch sein Amt annehmen konnte, wurde der 60-jährige Anwalt am 18. Juni 1954 vor seinem Büro erschossen. John ersetzte seinen Vater als demokratischer Kandidat, wurde zum Generalstaatsanwalt gewählt und hatte die nächsten vier Jahre das Amt inne. Die Ermordung seines Vaters und der Kampf der Pattersons gegen die organisierte Kriminalität machten John Malcom Patterson landesweit bekannt. 1955 erschien eine Verfilmung der Ereignisse als Film noir Eine Stadt geht durch die Hölle (The Phenix City Story) unter Regie von Phil Karlson in Hollywood, in dem John Malcolm Patterson von Richard Kiley gespielt wurde.

## Gouverneur von Alabama
Patterson bewarb sich um das Amt des Gouverneurs und setzte sich dabei im Vorwahlkampf unter anderem gegen George C. Wallace durch. Am 4. November 1958 wurde Patterson mit 88,2 Prozent der Stimmen gegen den Republikaner William Longshore zum Gouverneur von Alabama gewählt und am 19. Januar 1959 vereidigt. Während seiner Amtszeit wurden zusätzliche Mittel für die Unterstützung von psychisch Kranken aufgebracht, Altersbezüge aufgebessert und das erste Schulbauprogramm im ganzen Staat bewilligt, welches 700 neue Projekte zur Folge hatte. Beim State Highway Building und dem Industrial Relations Building wurde mit dem Bau begonnen sowie Verbesserungen an Alabamas Hafenanlagen und Wasserstraßen durchgeführt. Ferner wurde Huntsville als Sitz von George C. Marshalls Space Flight Center ausgewählt und ein vierjähriges Highwaybauprojekt bewilligt. 
Außerdem spielte die Bürgerrechtsbewegung eine stürmische Rolle während seiner Amtszeit. Gouverneur Patterson war ein entschiedener Befürworter der staatlichen Segregationsposition und geriet damit immer wieder mit dem Präsidenten John F. Kennedy bezüglich der Handhabung der Freedom Riders aneinander. Patterson war (wie fast alle demokratischen Politiker aus Alabama in dieser Zeit) gegen ein Ende der Rassentrennung in Schulen, da er diese für unveränderbar und dem Willen des Großteils der Bevölkerung entsprechend hielt. Er revidierte in späteren Lebensjahren seine Positionen und sprach sich 2008 für Barack Obama als US-Präsidenten aus.

## Weiterer Lebenslauf
Patterson verließ am 14. Januar 1963 sein Amt (in Alabama war zu diesem Zeitpunkt nur eine Amtszeit als Gouverneur erlaubt) und kehrte zu seiner Tätigkeit als Anwalt in Montgomery zurück. 1966 bewarb er sich noch einmal um die demokratische Nominierung als Gouverneur, belegte aber in der Primary nur den sechsten Platz. Außerdem kandidierte er 1972 für das Amt des Obersten Staatsrichters am Alabama Supreme Court und erlitt gegen Howell Heflin ebenfalls eine Niederlage. Patterson wurde 1994 als Richter an das Berufungsgericht von Alabama berufen und blieb dort bis zu seinem Rücktritt im Januar 1997. 
John Malcolm Patterson war zweimal verheiratet: von 1947 bis zur Scheidung 1975 mit Mary Jo McGowin sowie seit 1975 mit Florentine Brachert Sawyer. Aus diesen Verbindungen stammen drei Kinder. Er lebte zuletzt auf seiner Farm in Goldville, Alabama, und war von 2017 bis zu seinem Tod im Sommer 2021, wenige Monate vor seinem 100. Geburtstag, der älteste lebende Ex-US-Gouverneur.